# 伊野波盛平
伊野波親方盛平（いのはうぇーかたせいへい、1648年3月26日～1700年12月13日）は、琉球王国の官僚。唐名は毛克盛を名乗った。
伊野波盛紀の長男。毛氏伊野波殿内と呼ばれた貴族の二代目当主でもあった。  盛平は頭脳明晰であったと伝えられており、沖縄の芝居や民話に登場し、「盛毛（せいもう）」「モーイ親方」「モーヰ親方」などと呼ばれていた。  
1694年から1699年まで三司官を務めた 。